# Succió

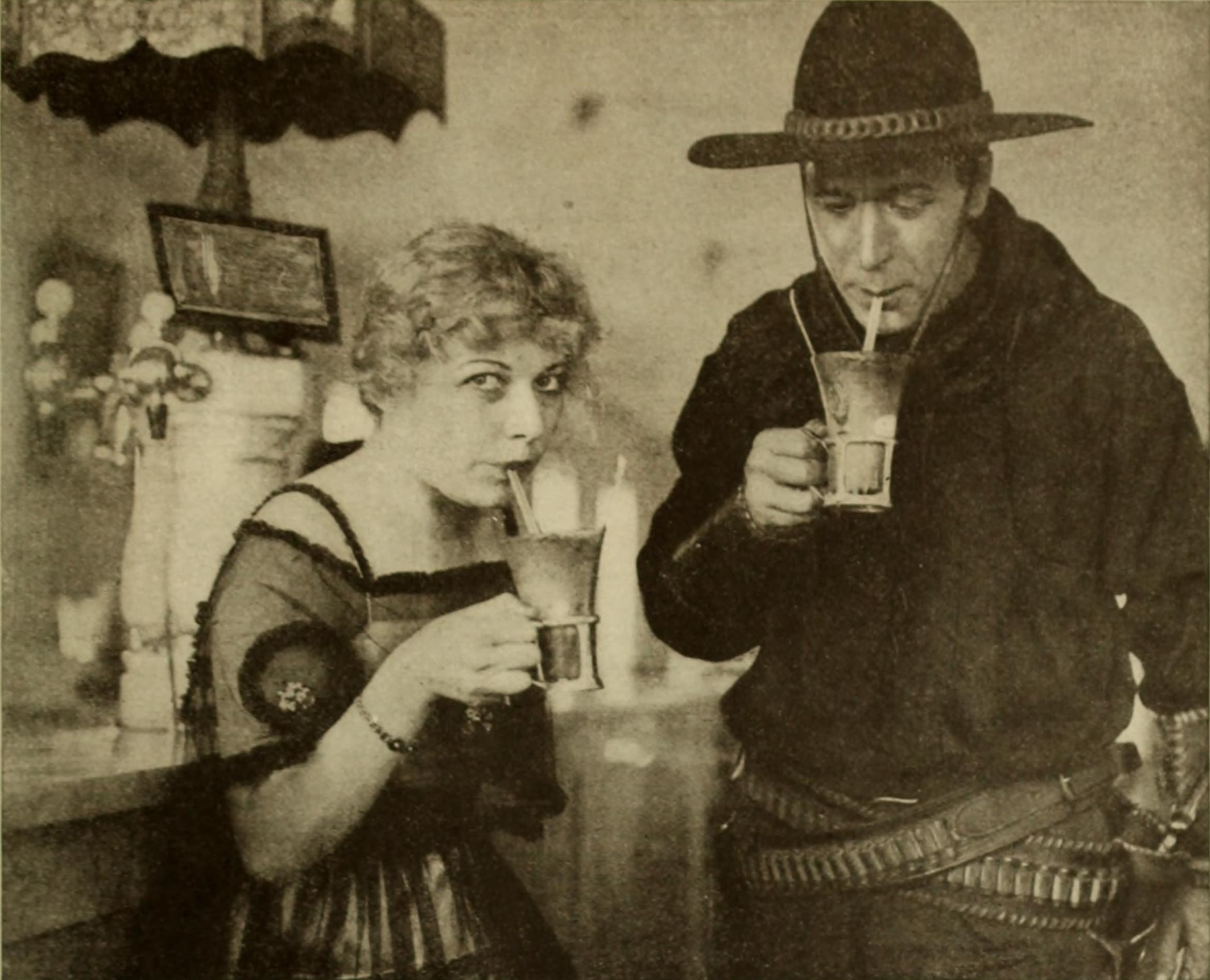
Dues persones succionant amb una palla el contingut del got.

La succió és la força que un buit parcial exerceix sobre un sòlid, líquid o gas; força deguda a una baixa pressió provocada per eliminació parcial de l'aire.
Quan la pressió d'una part del sistema es redueix respecte a un altre, el fluid a la pressió més alta exercirà una força relativa sobre la zona de baixa pressió, anomenada força de gradient de pressió. La reducció de pressió pot ser estàtica, com un pistó en un cilindre, o dinàmica, com una aspiradora quan el flux d'aire resulta en una zona de baixa pressió.
Quan els animals respiren, el diafragma i els músculs de la seva caixa toràcica pateixen un canvi de volum als pulmons. L'augment de volum disminueix la pressió de la cavitat toràcica, creant un desequilibri amb la pressió ambiental i provocant un efecte de succió.